# ديلفيو (كارولاينا الشمالية)
ديلفيو (بالإنجليزية: Dellview, North Carolina)‏ هي بلدة أمريكية تقع في الولايات المتحدة في مقاطعة غاستون، كارولاينا الشمالية. يقدر عدد سكانها بـ 13 نسمة ومساحتها 0.3 كم2 وترتفع عن سطح البحر 298 متر.